# 옥사나 바율
옥사나 세르히이우나 바율(우크라이나어: Окса́на Сергі́ївна Баю́л, 1977년 11월 16일~)은 우크라이나의 피겨스케이팅 선수이다.
소련 드니프로페트롭스크에서 태어났다. 어릴 때 부모가 이혼한 후 홀어머니 슬하에서 지냈으나, 외조부모와 모친의 보살핌으로 스케이트를 탈 수 있었다. 1990년에는 소련 피겨스케이팅 선수권 대회에서 12위, 1991년에는 10위에 오르며 가능성을 인정받았다. 그러나 외조부모가 이미 사망한 가운데, 1991년 모친마저 암으로 타계하여 돌봐줄 가까운 친척도 없어 스케이트 링크에서 기거하며 어렵게 훈련했다.
그 후 캐나다에서 활동하는 오데사 출신의 명코치 할리나 즈미예우스카의 지도를 받을 기회를 얻게 되어 캐나다으로 이주했고, 그 곳에서 훈련하는 유명 피겨스케이팅 선수 빅토르 페트렌코의 도움을 받기도 했다. 이들의 관심과 지도로 바율은 기량이 급성장하여 우크라이나 피겨스케이팅 국가대표로 발탁되었고 1993년 세계 선수권 대회에서 우승했다. 그리고 1994년 동계 올림픽에서도 금메달을 획득했다. 그는 당시 만 16세에 불과했으며, 어린 나이에도 놀랄 만큼 뛰어난 기술과 예술적 표현으로 주목을 받았고, 어려운 가정 환경을 딛고 일어서 더욱 큰 관심을 모았다.
그러나 그는 동계 올림픽 직후 다시 어려움에 빠졌다. 당시 소련 붕괴 후 경제적 어려움에 봉착한 우크라이나에서는 스케이트 링크 관리조차 제대로 할 수 없는 형편이었으며 그와 빅토르 페트렌코에 대한 지원도 곤란한 상황이었다. 바율은 시니어 무대에서 활동한 지 두 시즌밖에 되지 않았지만, 1994년 동계 올림픽을 끝으로 은퇴하고 프로 무대로 전향했다. 그 후 미국에 거주하면서 활동하고 있다.

## 같이 보기
- 올림픽 피겨스케이팅 메달리스트 목록